# الماس‌موشان
الماس‌موشان (نام علمی: Diamantomyidae) نام یک تیره از فروراسته تشی‌آروارگان است.